# Доценко, Фёдор Фролович
Фёдор Фро́лович Доце́нко (23 ноября 1923 — 18 декабря 2012) — заслуженный лётчик-испытатель СССР (20 сентября 1967), полковник (1960).

## Биография
Родился 23 ноября 1923 года в станице Карабулак Сунженского казачьего округа Горской АССР (ныне город Республики Ингушетия). В 1938 году окончил 7 классов школы, в 1941 году — 3 курса Серноводского сельскохозяйственного техникума и Грозненский аэроклуб.
В армии с июня 1941 года. В 1943 году окончил Армавирскую военную авиационную школу лётчиков (находившуюся в эвакуации в городе Фергана, Узбекистан). В 1943—1944 — лётчик 13-го запасного авиационного полка (в городе Саратов).
Участник Великой Отечественной войны: в феврале 1944 — мае 1945 — старший лётчик и командир звена 179-го истребительного авиационного полка. Воевал на 1-м и 2-м Украинских фронтах. Участвовал в Проскуровско-Черновицкой, Львовско-Сандомирской, Дебреценской, Будапештской, Венской и Братиславско-Брновской операциях. Совершил 68 боевых вылетов на истребителе Як-1, участвовал в 7 воздушных боях.
После войны до июня 1948 года продолжал службу в строевых частях ВВС (в Прикарпатском военном округе). В 1950 году окончил Школу лётчиков-испытателей.
С мая 1950 года по ноябрь 1982 года — лётчик-испытатель Харьковского авиационного завода (в 1956—1982 годах — старший лётчик-испытатель авиазавода). Поднял в небо и провёл испытания пассажирских самолётов Ту-124Б (первый полёт — в марте 1963 года) и Ту-134А (первый полёт — 22 апреля 1969 года), а также первых серийных пассажирских самолётов Ту-104А (первый полёт — 10 июня 1957 года; 2-й пилот), Ту-124 (первый полёт — 16 июля 1960 года), Ту-124Ш (первый полёт — 15 ноября 1962 года), Ту-134 с двигателями Д-20П (первый полёт — 14 августа 1965 года), Ту-134 с двигателями Д-30 (первый полёт — 21 июля 1966 года), Ту-134Ш (первый полёт — 12 февраля 1971 года), Ту-134Б (первый полёт — в декабре 1979; 2-й пилот). Испытывал серийные реактивные учебно-тренировочные истребители МиГ-15УТИ (в 1950—1954 годах), реактивные пассажирские самолёты Ту-104 (в 1955—1959 годах), Ту-124 (в 1960—1968 годах) и Ту-134 (в 1965—1982 годах), а также их модификации.
В апреле-ноябре 1955 года был прикомандирован к Горьковскому авиазаводу; испытывал серийные сверхзвуковые истребители МиГ-19 и их модификации.
С августа 1983 года полковник Ф. Ф. Доценко — в запасе. До 1990 года работал в отделе объективного контроля на Харьковском авиационном производственном объединении.
Жил в городе Харьков (Украина). Умер 18 декабря 2012 года. Похоронен на кладбище № 2 в Харькове.

## Награды и звания
- орден Ленина (26.04.1971)
- 2 ордена Красного Знамени (21.08.1964; 21.02.1978)
- 2 ордена Отечественной войны II степени (15.05.1945; 11.03.1985)
- орден Красной Звезды (02.08.1944)
- орден «Знак Почёта» (12.07.1957)
- орден Богдана Хмельницкого 3 степени (14.10.1999)
- медаль «За боевые заслуги» (19.11.1951)
- другие медали
- Заслуженный лётчик-испытатель СССР (20.09.1967)